# Snöstrandpipare
Snöstrandpipare (Anarhynchus nivosus) är en amerikansk fågel i familjen pipare inom ordningen vadarfåglar. Den behandlades tidigare som underart till svartbent strandpipare.

## Kännetecken

### Utseende
Snöstrandpiparen är en liten (15-17 cm) strandpipare med relativt korta vingar och lång stjärt. Till utseendet är den mycket lik sin nära släkting svartbent strandpipare med tunn och spetsig svart näbb, mörka ben, gråbrun ovansida, vitt band i nacken, vitt ögonbrynsstreck samt vit undersida. Häckningstid har den ett svart brutet halsband under det vita nackbandet, ett svart streck i pannan och ett svart streck genom ögat. Jämfört med svartbent strandpipare är den mindre, har i häckningsdräkt tydligt sandbrun hjässa (ej rosttonad) och saknar mörk tygel.

### Läten
Snöstrandpiparens flyktläte återges i engelsk litteratur som ett hurtigt, torrt "koorWIJ" eller ett rätt hård "kwip". Spellätet är en upprepad vissling: "tuEEoo tuEEoo...".

## Utbredning och systematik
Snöstrandpipare delas in i två underarter med följande utbredning:
- Anarhynchus nivosus nivosus – USA till Mexiko och Västindien; övervintrar till Panama
- Anarhynchus nivosus occidentalis – förekommer utmed kusten i Peru ner till södra centrala Chile

Tidigare betraktades snöstrandpipare som en underart till svartbent strandpipare, men efter genetiska studier som visar att svartbent strandpipare är närmare släkt med vitpannad strandpipare än med snöstrandpipare urskiljs den numera som egen art.

### Släktestillhörighet
Snöstrandpipare placeras traditionellt, liksom de flesta pipare, i det stora släktet Charadrius. Flera genetiska studier har dock visat att arterna i släktet inte är varandras närmaste släktingar. Istället är en stor grupp strandpipare, däribland snöstrandpipare, närmare släkt med vipor i Vanellus och andra udda pipare som australiska inlandspiparen (Peltohyas australis) och arten snednäbb i Nya Zeeland (Anarhynchus frontalis) än med typarten för släktet större strandpipare.  Tongivande Clements m.fl. implementerade 2023 dessa resultat i sin systematik, vilket medfört att denna grupp lyfts ur Charadrius och istället förenats med snednäbben i släktet Anarhynchus. Denna linje följs här. 

## Levnadssätt
Snöstrandpiparen hittas på sandstränder utmed kuster, men även i inlandet, där den snabbt pilar omkring på jakt efter ryggradslösa djur i sanden. Fågeln ses vanligen enstaka eller i små, lösa flockar. Större antal samlas på specifika platser efter häckning på sensommaren och hösten. 

## Status
Arten har ett stort utbredningsområde men en relativt liten världspopulation på endast 24 000–31 000 vuxna individer. Den minskar också relativt kraftigt i antal till följd av störningar från människan och habitatförstörelse. Internationella naturvårdsunionen IUCN kategoriserar därför den som nära hotad (NT).